# صورت كلا (دابوي الجنوبي)
صورت کلا (بالفارسية: صورت‌کلا) هي قرية تقع في إيران في قسم دابوي الجنوبی الريفي. يقدر عدد سكانها بـ 232 نسمة بحسب إحصاء 2016.